# ソビエト連邦作曲家同盟
ソビエト連邦作曲家同盟（キリル文字:Союз композиторов СССР）は、ソビエト連邦時代に存在した作曲家による専門組織である。その組織は現在のロシア連邦作曲家同盟に引き継がれている。

## 思想の基盤
スターリン時代のソ連の特徴は官僚制と音楽を含むあらゆる芸術分野での社会主義リアリズムによる統制であった。社会主義リアリズムのイデオロギーは1934年に示された。それは「革命の進展という現実を正しく具体的に描写する」というものであった。音楽の分野では愛国的な作品が要求され、さらに時事的で民俗的な内容が好ましいとされた。それは音楽を社会主義のイデオロギーに合致させるとともに、「大衆」に親しみやすいシンプルなものにするということであった。実験的な音楽や社会主義リアリズムから逸脱した音楽は「形式主義」の烙印を押され、「腐った西側の退廃的な音楽」との非難を浴びた。

## 歴史
1932年4月23日に共産党は「文学と芸術の再建」を決議し、芸術家、建築家、作家などとともに作曲家の団体を組織することになり、それまであった現代音楽協会（ACM）とロシア・プロレタリア音楽家同盟（RAPM）が統合され、ソ連作曲家同盟が成立した。ACMは西洋的なモダニストが参加し、RAPMは大衆歌がソ連の基礎となると宣言していた。1939年から政府によって作曲家同盟の組織化が進められた。
これにより同盟は強力な組織力をもつようになり、オーケストラやアンサンブルなどの上演団体・コンサートホールや劇場・音楽出版社・文化省・権利団体・音楽学校、レコード店に強い影響を及ぼした。同盟は音楽業界をコントロールし、共産党の指導層と作曲家との交渉を引き受けていたのである。しかし芸術的な音楽の創造と党官僚との関係は複雑で変わりやすく、時として芸術表現の抑制につながった。
1936年、ドミートリイ・ショスタコーヴィチのオペラ『ムツェンスク郡のマクベス夫人』が攻撃された。共産党機関紙『プラウダ』で「音楽の代わりに荒唐無稽」という記事が掲載されたのである。この記事はスターリン本人が執筆したともいわれている。同盟はこの批判的な立場を支持した。
1948年、アンドレイ・ジダーノフはヴァノ・ムラデリのオペラ『偉大な友情』の批判を皮切りに、多くの作曲家に「形式主義」のレッテルを貼った。これによりショスタコーヴィチ、セルゲイ・プロコフィエフ、ニコライ・ミャスコフスキー、ヴィッサリオン・シェバリーンらが攻撃された。このジダーノフ批判の最中の1948年4月19日から25日まで悪名高い作曲家同盟第1回総会が開催され、作曲家同盟は党の一部門と化した。この第1回総会ではスターリンとジダーノフによって、ティホン・フレンニコフが書記長に選出され、彼は1991年のソ連崩壊までそのポストを維持し続けた。
第2回総会は1957年3月28日から4月5日まで、第3回総会は1962年3月26日から4月3日まで開かれた。これらの総会はたいてい音楽祭やコンサートシリーズを伴っていた。フレンニコフや他の書記の報告には同盟の音楽創造の状況とともに、時として批判も含まれていた。1979年の第6回総会ではエレーナ・フィルソヴァ、ディミトリー・スミルノフ、アレクサンドル・クナイフェリ、ヴィクトル・ススリン、ヴャチェスラフ・アルチョーモフ、ソフィア・グバイドゥーリナ、エディソン・デニソフのいわゆる「フレンニコフの7人」が「革新的な音楽というよりもむしろ、的外れ、騒音、汚泥」と批判された。まるで第1回総会に戻ったかのような罵りであった。
ソ連崩壊後、ソ連作曲家同盟はロシア作曲家同盟と改められ、新しい指導者にウラディスラフ・カゼーニンが選ばれた。一方、1990年にはモスクワで新しい現代音楽協会（ACM）が創設され、議長にエディソン・デニソフが選ばれた。

## 組織
ソ連作曲家同盟には地域ごとに支部が設けられていた。
- ロシア・ソビエト連邦社会主義共和国作曲家同盟
- アルメニア・ソビエト社会主義共和国作曲家同盟、アゼルバイジャン・ソビエト社会主義共和国作曲家同盟など（ソビエト連邦構成共和国）
- バシキール自治ソビエト社会主義共和国作曲家同盟、ブリヤート自治ソビエト社会主義共和国作曲家同盟など（自治共和国）
- モスクワ作曲家同盟、レニングラード作曲家同盟など（大都市）

組織は複雑な官僚制からなっており、そのトップにフレンニコフが君臨していた。1987年の段階で所属の作曲家は2506人であり、そのうちロシア所属が1134人、モスクワ所属が586人、レニングラード所属が158人であった。
同盟の仕事としては、
- 音楽情報センターの運営とソ連音楽の宣伝
- 「作曲家の家」の運営
- 機関紙『ソビエトの作曲家』の発行（1991年に『作曲家』と改称）
- 雑誌『ソビエトの音楽』の編集
- 資料館の運営

などがあった。

## 関連文献
- Tomoff, Kiril: Creative Union. The Professional Organization of Soviet Composers, 1939–1953 Cloth, 2006  ISBN 0-8014-4411-X